# Günter Parth
Guenter Parth (* 1962 in Vorarlberg) ist ein österreichischer Fotokünstler und Fotograf, der hauptsächlich in den Bereichen Mode, Stillleben und Porträt tätig ist.

## Leben
1985 übersiedelte er nach Wien und besuchte die Meisterklasse für Fotografie an der Graphischen Lehr- und Versuchsanstalt und eröffnete danach sein erstes eigenes Atelier.
Seit 1986 werden fotografische Arbeiten Parths in internationalen Magazinen publiziert, wie 10 Magazine, Elle Italia, Vogue Hommes, iD, Rolling Stone, Glamour Italy, Uomo Vogue, Der Standard, RONDO. Weiters fotografierte er Auftragsarbeiten für Vivienne Westwood, Marc O’Polo, Paco Rabanne, Silhoutte, Olympus.

„Für mich ist Fotografie wie Lyrik, Film dagegen wie Prosa. Ein Gedicht erzeugt mittels weniger Zeilen ein Stimmungsbild.“

## Ausstellungen
- 1993 Galerie Würthle (Wien): Photographien (Gruppenausstellung)
- 1995 Museum für angewandte Kunst (Wien): Buch 24x30 (Gruppenausstellung)
- 1998 Café Stein (Wien): Gruppenausstellung
- seit 1999 Blumenkraft (Wien): Dauerausstellung jährlich wechselnder Stillleben
- 2002 unit f (Wien): Einzelausstellung
- 2002 WUK (Wien): Controlling (Gruppenausstellung)
- 2003 Galerie Sechzig (Feldkirch): ss 2003
- 2004 Kunsthalle Wien: Teilnahme an Paul Renners The Hell Fire Dining Club
- 2004 Victoria and Albert Museum (London): Vivienne Westwood - Anglophilia Collection (anschließend in der National Gallery of Australia)
- 2008 Momentum (Wien): Momentum Editionen 2008 (Gruppenausstellung)
- 2008 Contemporary (Wien): Scato
- 2009 International Center of Photography (New York City): Weird Beauty (Gruppenausstellung mit Cindy Sherman, Nan Goldin, Inez van Lamsweerde und Vinoodh Matadin)
- 2011 Edition Photo (Wien): Blumenkraft Part One
- 2016 Ars Electronica Center (Linz): Another Dimension of Fashion; in Zusammenarbeit mit dem Institut für Fashion & Technology der Kunstuniversität Linz
- 2016 Liu Haisu Museum (Shanghai): ReFashioning Austria (Gruppenausstellung)

## Publikationen
- mit Alex Wiederin: Diamonds and Pearls. Dolce & Gabbana, 2008.[2][3]

## Auszeichnung
- 2010 Vienna Fashion Award in der Kategorie Photographer